# Two International Finance Centre

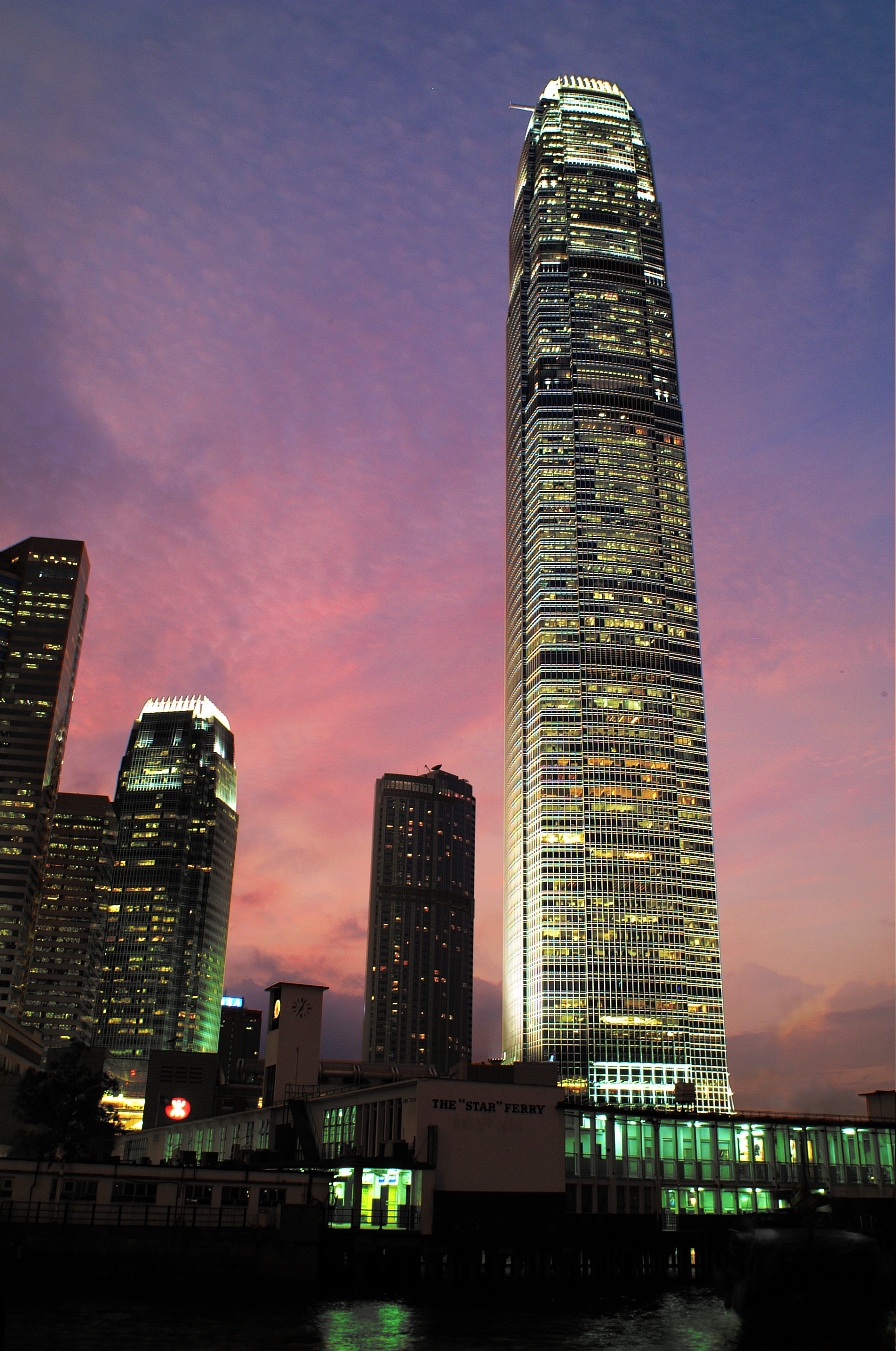
Two Internaional Finance Centre w nocy

Two International Finance Center, znany też jako 2IFC – wieżowiec w Hongkongu, zaprojektowany przez Césara Pelli i ukończony w 2003 roku. Ma 415 metrów wysokości. Liczba jego pięter (88) jest w tutejszej kulturze uznawana za szczęśliwą. Są tu też 22 piętra handlowe. Wieżowiec jest zaprojektowany w taki sposób, aby mieścić firmy zajmujące się finansami. Dla przykładu mieści się tu siedziba HKMA (Hong Kong Monetary Authority), które jest ulokowane na 55 piętrze. Spodziewa się, że budynek jest w stanie pomieścić nawet 15 000 osób. 
Liczba 88 pięter nie ukazuje rzeczywistego stanu. Niektóre z „zakazanych pięter” takich jak „14” i „24”, które w dialekcie kantońskim oznaczają kolejno, „definitywnie martwy”, oraz „łatwo umrzeć”, są pominięte. Ostatnie piętro 2IFC jest nieznacznie wyższe niż miejski maksymalny punkt widokowy w Hongkongu. Jest to 2. co do wysokości budynek w Hongkongu, 6. w Chinach i 16. na świecie.
Dzierżawcami powierzchni biurowej budynku są między innymi: Hong Kong Monetary Authority, Warburg Pincus, Nomura Group, UBS AG, Ernst & Young, State Street Corporation, Financial Times, BNP Paribas, Henderson Land Development and Lehman Brothers.
Budynek otrzymał w 2003 roku Emporis Skyscraper Award.